# 팍세시

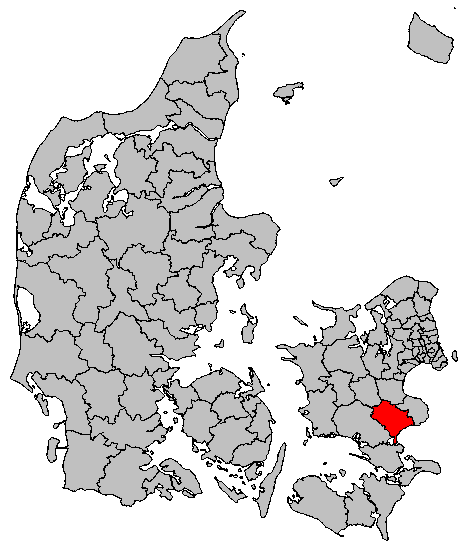
팍세시의 위치

팍세시(덴마크어: Faxe Kommune)는 덴마크 셸란 지역에 위치한 지방 자치체로 행정 중심지는 하슬레우이며 면적은 406km2, 인구는 35,222명(2012년 1월 1일 기준), 인구 밀도는 87명/km2이다. 셸란섬에 위치하며 주요 도시로는 하슬레우, 팍세가 있다.